# Гамерлинг, Роберт
Роберт Гамерлинг (нем. Robert Hamerling, 24 марта 1832, Кирхберг-ам-Вальде, Гмюнд, Нижняя Австрия, Австрийская империя — 13 июля 1889, Грац, Австро-Венгрия) — австрийский поэт и драматург.

## Биография
Роберт Гамерлинг родился 24 марта 1832 года в Кирхберг-на-Вальде; происходил из бедной семьи. Окончил медицинский факультет Венского университета.

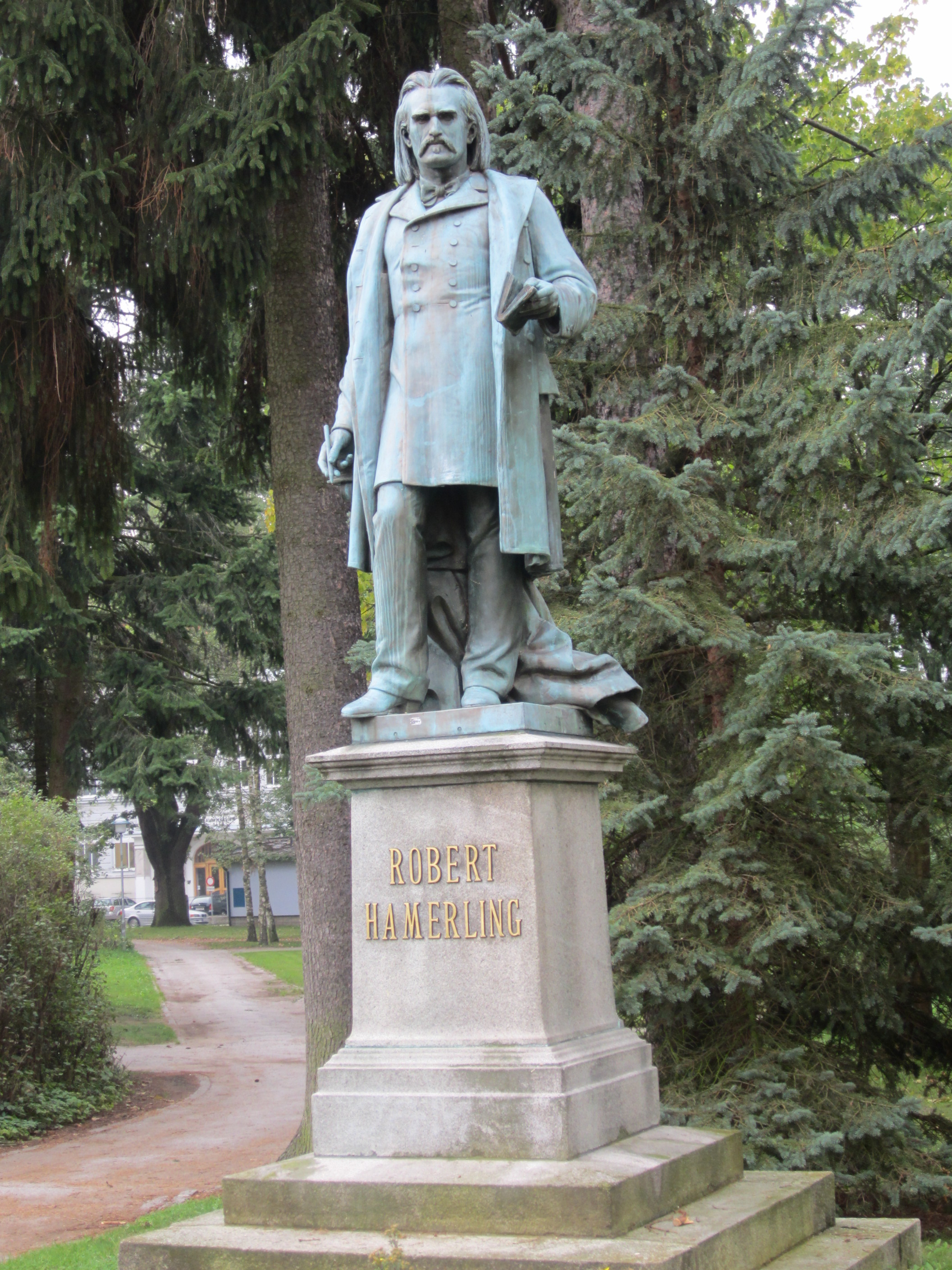
Памятник Гамерлингу

Во время революции 1848 года состоял членом объединявшего революционных студентов «Академического легиона», после революции — учитель гимназии в Триесте.
На рубеже 1850-60-х гг., в период бурного роста промышленности в Австрии Гамерлинг выступил с книгами стихов «Венера в изгнании» (нем. «Venus im Exil», 1858) и «Лебединая песня романтизма» (нем. Ein Schwanenlied der Romantik, 1862) против века «пара и электричества», противопоставляя ему идеализированное, отвлечённое прошлое как царство красоты.
Против механизации жизни он также направил и свою известную сатиру «Гомункулус» (нем. Homunculus; 1888, русский перевод, СПб., 1892). Гамерлинг не может примириться с духовной пустотой бюргерства, но блеск и роскошь новой жизни увлекают его. Творчество Гамерлинга — постоянная борьба между пессимизмом и жизнерадостностью, отличающая австрийскую интеллигенцию 1860-х. В поэме «Агасфер в Риме» (нем. Ahasver in Rom; 1866, русский перевод Ф. Миллера, СПб., 1872) эта борьба показана в столкновении между Нероном и первыми христианами, в поэме «Король Сиона» (нем. Der König von Sion; 1869, русский перевод Ф. Миллера, М., 1880) — между двумя фракциями анабаптистов, а в «Аспазии» (нем. Aspasia; 1876, русский перевод, 2 тт., СПб., 1884) — между философами и художниками Древней Греции. Гамерлинг написал также драму «Дантон и Робеспьер» нем. «Danton und Robespierre»; 1871), комедию (нем. «Lord Lucifer»; 1880) и др.
Адольф Гитлер состоял с ним в родстве по прямой линии от Иоганна Непомука Гюттлера.
Изображён на австрийской почтовой марке 1980 года.

## Издания на русском языке
- Король Сиона. М., 1880
- Аспазия. СПб., 1884